# Duane Causwell
Duane Causwell (ur. 31 maja 1968 w Nowym Jorku) – amerykański koszykarz, występujący na pozycji silnego skrzydłowego.

## Osiągnięcia
Na podstawie, o ile nie zaznaczono inaczej.
NCAA
- Uczestnik rozgrywek:
  - Elite 8 turnieju NCAA (1988)
  - II rundy turnieju NCAA (1987, 1988)
  - turnieju:
    - NCAA (1987, 1988, 1990)
    - Portsmouth Invitational Tournament (1990)
- Mistrz:
  - turnieju konferencji Atlantic 10 (A-10 - 1987, 1988, 1990)
  - sezonu regularnego A-10 (1987, 1988, 1990)

- Lider konferencji A-10 w:
  - średniej
    - zbiórek (1989 – 8,9)
    - bloków (1989 – 4,1)

  - liczbie:
    - zbiórek (1989 – 267)
    - bloków (1989 – 124)